# 百色市市长列表

## 中華民國時期

### 百色縣縣長
- 蘇干昌，广西博白人，民國元年一月任。
- 陸杏林，广西隆安人，民國元年一月任。
- 高嘉仁，广西蒼梧人，民國二年五月任。
- 黃玉緒，广西容縣人，民國三年任。
- 黃烺奎，广西蒼梧人，民國四年任。
- 雷廷潢，广西邕寧人，民國五年任。
- 黃其禎，廣東陽春人，民國七年任。
- 李祖若，广西邕寧人，民國七年任。
- 李廷柱，广西思恩人，民國八年任。
- 張聲雄，广西博白人，民國八年任。
- 王希和，江西萍鄉人，民國九年任。
- 吳守任，广西邕寧人，民國十年任。
- 胡光國，湖南長沙人，民國十年任。
- 磨寶文，广西賓陽人，民國十一年任。
- 吳寶森，广西百色人，民國十一年任。
- 雷榮冕，广西永淳人，民國十二年任。
- 蔡宜生，广西博白人，民國十三年任。
- 吳寶森，广西百色人，民國十三年任。
- 黃憲義，广西上林人，民國十四年任。
- 雷朝福，广西邕寧人，民國十四年任。
- 曾佐才，广西桂平人，民國十六年任。
- 黎　頤，广西蒼梧人，民國十七年十月至十八年八月在任。
- 馮文啓，广西桂平人，民國十八年八月至十一月在任。
- 楊　煊，广西百色人，民國十八年十二月至十九年六月在任。
- 歐陽道，广西恩陽人，民國十九年六月至十二月在任。
- 李德淵，广西平樂人，民國二十年正月至九月在任。
- 周志安，广西桂林人，民國二十年十月至二十一年三月在任。
- 張廷瑞，湖南祁陽人，民國二十一年四月至二十三年六月在任。
- 羅福康，广西陸川人，民國二十三年六月至二十七年六月在任。
- 黃新硎，广西博白人，民國二十七年六月至三十一年八月在任。
- 黎佩弦，广西桂平人，民國三十一年八月至民國三十四年三月在任
- 陳壽松，廣東大埔人，民國三十四年三月至民國三十五年十二月在任。
- 莫光庭，广西平樂人，民國三十五年十二月至三十七年正月在任。
- 黎選材，广西貴縣人，民國三十七年正月至三十八年正月在任。贵县木格镇君子垌人（客家籍）
- 李偉詩，广西玉林人，民國三十八年正月至七月在任。
- 李憲章，广西田東人，民國三十八年八月至十二月在任[1]。

## 中华人民共和国时期

### 百色县县长
1949年12月5日百色县解放。
- 姚冕光，四川人，1950年1月-1950年6月在任。
- 周维国，河北人，1950年4月-1952年3月在任。
- 陆绍双，广西灌阳人，1953年3月-1954年10月在任。
- 黄宝山，广西巴马人，1954年9月-1956年9月在任。
- 黎　明，马山人，1956年3月-1966年12月在任。
- 张先赞，湖南长沙人，1968年3月-1969年7月在任。
- 张树芳，辽宁人，1971年12月-1973年3月在任。
- 孙玉川，河北人，1973年8月-1977年3月在任。
- 蒋　龙，广西全州人，1977年3月-1979年5月在任。
- 梁名就，广西邕宁人，1978年6月-1980年6月在任。
- 何从仁，广西百色人，1980年6月-1983年10月在任[1]。

### 县级百色市市长
1983年10月，百色县升格为百色市。
- 何从仁，广西百色人，1983年10月-1984年3月在任。
- 韦家能，广西都安人，1984年11月-1990年3月在任
- 韩行鹏，广西辽宁人，1990年4月-1992年3月在任。
- 邓卓豪，广西百色人，1992年3月-

### 百色地区行署专员
- 覃士冕，广西东兰人，1950年1月任命，但并未到职。
- 覃延年，广西田阳人，1950年1月-1951年9月在任。
- 区　镇，1951年10月-1953年9月在任。
- 周书芳，1953年12月-1954年1月在任。
- 黄克勤，1954年6月-1955年9月在任。
- 赵世同，广西平果人，1955年9月-1965年7月在任。
- 覃　展，1965年7月-1967年1月在任。
- 苏毅坚，1968年3月-1975年2月任革委会主任。
- 郑少东，1975年2月-1977年11月任革委会主任。
- 杜晶一，河北乐亭人，1977年11月-1978年5月任革委会主任。
- 韦永甫，1978年5月-1979年11月在任。
- 黄保尧，广西天等人，1980年1月-1983年12月在任。
- 陶爱英，广西平果人，1983年12月-1984年5月在任。
- 李兆焯，广西平果人，1985年7月-1992年8月在任。
- 李　克，广西扶绥人，1992年8月-1996年4月在任。
- 孙　瑜，广西邕宁人，1996年4月-1998年1月在任。
- 马　飚，广西田阳人，1998年1月-2002年10月在任。
- 梁春禄，广西钦州人，2002年10月-2002年10月在任。

### 地级百色市市长
2002年6月2日，国务院批准：撤销百色地区和县级百色市，设立地级百色市。
- 梁春禄，广西钦州人，2002年10月-2004年6月在任。
- 刘志勇，黑龙江桦川人，2004年6月-2006年1月在任。
- 刘正东，四川峨边人，2006年1月-2008年2月在任。
- 谢泽宇，广西桂林人，2008年2月-2013年2月在任。
- 周異決，广西贵港人，2013年2月-2021年4月在任。
- 葛国科，广西浦北人，2021年4月上任。